# Rainlendar
Rainlendarは、Windows、Mac OS X、Linux用の予定表ソフトウェアである。
バージョン2以前のバージョンは、GNU GPLの下で自由ソフトウェアとしてライセンスされているが、それ以降のバージョンはプロプライエタリなシェアウェアである。

## 概要
Rainlendar の特徴は、必要なスペースやメモリが非常に少ないこと、安定していること、そして、スキンを使って簡単にカスタマイズできるユーザーインターフェースである。このカレンダーは、デスクトップに透過的に配置することができ、Windowsの通知領域を使って管理することができる。
また、タスクリストやリマインダーアラームなどの一般的な機能も備えている。異なるイベントタイプは、異なるシンボルで表現できる。また、OutlookやiCalファイル（プラグインを使用）などの一般的なファイル形式を使用して、カレンダーのインポートや同期を行うこともできる。
スタンドアロンのカレンダープログラムに加えて、WindowsとLinux用のRainlendar-serverが用意されており、分散したRainlendarアプリケーションを同期させることができる。このプログラムは、LiteStepのプラグインとしても使用できる。
Rainlendarは2016年現在、約60の言語（言語パックを介して）と、何千もの個別のスキンデザインで提供されている。
Rainlendarの代替品としては、KOrganizer、GNOMEカレンダー、Lightningなどがある。